# Moje krásná učitelka
Moje krásná učitelka, anglicky Larry Crowne, je americký romantický film z roku 2011 režiséra Toma Hankse, který byl i spoluautorem scénáře a společně s Julií Robertsovou zde hrál i jednu ze dvou hlavních rolí. Pro Toma Hankse šlo o jeho režisérský debut.

## Děj
Larry Crowne, veterán námořnictva středního věku, je propuštěn z pozice šéfa v supermarketu navzdory své příkladné práci. Důvodem je ekonomická krize a skutečnost, že nemá vysokoškolské vzdělání. Larry, který je rozvedený a žije sám, nemůže najít novou práci a hrozí mu, že přijde o dům. Na radu svého souseda Lamara, který prodává veteš před svým domem, se rozhodne zapsat na místní veřejné univerzitě.
Kvůli nutnosti šetřit a neschopnosti platit provoz svého SUV si Larry kupuje od Lamara skútr výměnou za svoji plazmovou televizi. Na vysoké škole se zapisuje do kurzů komunikace, kterou vyučuje Mercedes Tainot, a ekonomie pod vedením Dr. Eda Matsutaniho. V komunikační třídě se zpočátku potýká s obtížemi – jeho první prezentace o přípravě francouzského toustu na restaurační úrovni je rozpačitá, ačkoli před svým nedávným zaměstnáním v maloobchodě strávil dvacet let jako kuchař u námořnictva. V ekonomii se mu naopak daří výborně, jeví se jako jediný student, který zná odpovědi z povinné četby.
Larry se rychle spřátelí se svými mladšími spolužáky, zejména s Taliou, která mu dá přezdívku "Lance Corona". Talia ho pozve do klubu jezdců na skútrech, který vede její přítel Dell Gordo, který žárlí na pozornost, kterou Talia Larrymu věnuje. Talia s pomocí svých přátel ze skútrového gangu také změní Larryho účes, šatník a podle principů feng-šuej přeorganizuje jeho dům. Aby si přivydělal, začne Larry pracovat v bistru svého přítele Franka, kde může využít své zkušenosti lodního kuchaře.
Mercedes Tainot je nešťastně vdaná za Deana, bývalého profesora, který se považuje za spisovatele a blogera, ale ve skutečnosti tráví dny prohlížením pornografie na Internetu. Mercedes proto po škole pije, aby dokázala snášet jeho přítomnost. Jednoho večera po hádce s Deanem zůstane Mercedes opuštěná na autobusové zastávce. Larry a jeho skútrová parta si jí všimnou a nabídnou jí odvoz domů. Cestou jsou svědky toho, jak je Dean zatčen za řízení pod vlivem alkoholu. U jejích dveří Mercedes Larryho políbí a chce se s ním milovat, ale Larry odmítne, protože nechce využít její opilosti. Dean následující ráno najde všechny své věci na trávníku před domem.
Larry si uvědomí, že není způsob, jak by mohl udržet svůj dům, a využije znalosti z hodin ekonomie ke strategickému uzavření obchodu – odevzdá klíče a dokumenty k domu bance s třicetidenní výpovědní lhůtou. Mercedes mezitím varuje Larryho, aby o událostech minulé noci mlčel, a zůstává v mylném dojmu, že má romantický vztah s mnohem mladší Taliou. To Larryho zklame, protože byl nadšený ze zájmu Mercedes o něj. Vrátí se ke koncentraci na studium a své nové práci. Později se Mercedes dozví od Talie, která oznamuje své učitelce angličtiny Frances, že odchází ze školy, aby si otevřela second-hand obchod, že s Larrym jsou jen přátelé.
Při závěrečných zkouškách má Larry proslov jako poslední. Hovoří o svých cestách po světě během služby u námořnictva a dokáže do svého projevu začlenit témata všech svých spolužáků. Získá bouřlivý potlesk od spolužáků a známku A+ od Mercedes, která je nyní šťastnější ve svém životě a znovu objevila svou vášeň pro učení.
Krátce poté se Mercedes a Frances objeví v Larryho bistru. Mercedes mu sdělí, že byl vynikající student, na což on odpoví, že ona byla vynikající učitelka. Když začne nový semestr, někteří studenti z komunikačního kurzu Mercedes se zapíší do jejího kurzu Shakespeara, ale Larry mezi nimi není – je vidět v pokročilém kurzu ekonomie Dr. Matsutaniho. Mercedes najde na dveřích své kanceláře vzkaz od Larryho s pozvánkou na francouzský toast a adresou jeho nového bytu. Přijede tam a oba se políbí.

## Štáb
- Režie: Tom Hanks
- Scénář: Tom Hanks, Nia Vardalos
- Kamera: Philippe Rousselot
- Hudba: James Newton Howard